# Privilegium de non tolerandis Judaeis

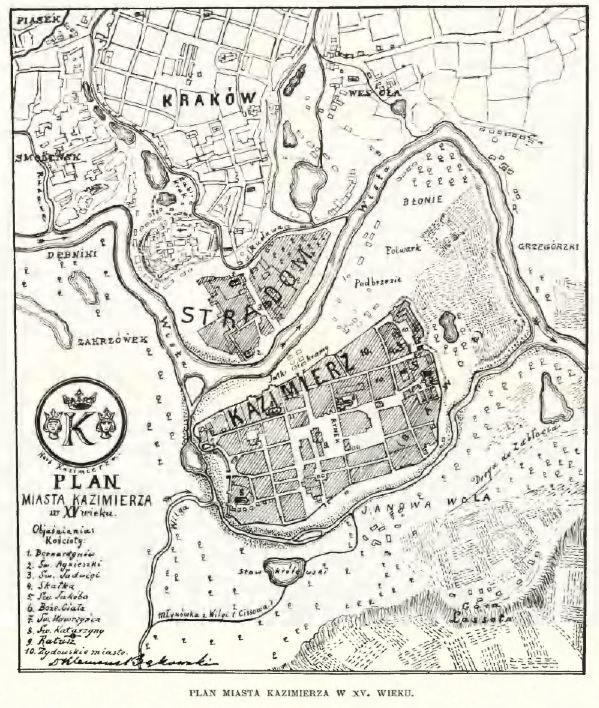
Plan de la ville de Kazimierz près de Cracovie dans laquelle il y avait un quartier juif couvert par de non tolérandis Christianis et une partie de Cracovie couverte par de non tolerandis Judaeis (XVe siècle)

Les dénominations latines Privilegium de non tolerandis Judaeis et Privilegium de non tolerandis Christianis (« Privilège de ne pas accepter », respectivement, « les Juifs » ou « les Chrétiens ») désignent le droit octroyé du XVIe à la fin du XVIIIe siècle à certaines villes royales de Pologne-Lituanie et de la monarchie des Habsbourg, de ne pas permettre, respectivement aux juifs ou bien aux chrétiens de résider, travailler et être propriétaires dans une telle ville ou quartier, voire d'y entrer en dehors des jours de marchés ou de foires. Ces séparations légales, demandées et obtenues par l'une ou l'autre communauté sur critère religieux mais pour des raisons économiques, sont octroyés exclusivement pour des villes royales, car dans les villes ordinaires régies par le droit privé, chrétiens et juifs jouissent d'une totale liberté économique sans discriminations religieuses.
L'interdiction faite aux chrétiens ou bien aux juifs de s'installer dans certaines villes royales, ne concerne pas les serviteurs royaux ni les grands banquiers, médecins, arendaches ou notaires, qui bénéficient de privilèges spéciaux, et ne s'applique pas aux domaines de la noblesse de la ville ni aux résidences dites juridiques et magnates (tant séculières que cléricales).

## Privilèges

### De non tolerandis Judaeis
Ce privilège, en théorie, conduit au déplacement et à l'expulsion des Juifs vivant dans la ville en dehors des murs de la ville, et est le plus souvent le résultat de demandes itérées de citoyens chrétiens, principalement des artisans et des commerçants à revenu intermédiaire, désirant éliminer leurs concurrents juifs. En pratique, ce privilège est souvent contourné par des chrétiens qui louent des locaux en ville à des Juifs comme appartements, bureaux de change ou magasins. D'autre part, les résidents juifs expulsés des villes bénéficiant de ce privilège, s'installent souvent juste à l'extérieur des murs de la ville ou dans les zones jurydyk bénéficiant d'une autonomie juridique et financière par rapport à la ville. Par exemple dans l'une de ces zones, à Vilnius, une municipalité est fondée et une synagogue en bois construite. Celle-ci est remplacée à partir de 1633 par la Grande synagogue. 
Le privilège de non tolerandis Judaeis est parfois incorporé directement comme une clause dans le statut de la ville, et les patriciens urbains qui utilisent souvent les services bancaires des Juifs et font affaire avec eux, la suppriment et la rétablissent à de multiples occasions comme moyen de pression lors de la détermination des taxes de résidence dans la ville,,,.
Ces privilèges ont été accordés à certaines périodes de l'histoire, entre autres, aux villes de Dantzig (jusqu'en 1620), de Varsovie, de Cracovie, de Lublin, de Radom et de Biała. Depuis le XIVe siècle, les Juifs n'ont pas l'autorisation de s'installer dans toute la Mazovie et dans le territoire du royaume de Prusse obtenu à la suite de la guerre de Treize Ans. Au XVIe siècle, sur un nombre total de plus de 1 300 villes, plusieurs dizaines de privilèges sont accordés. En 1820, dans le royaume du Congrès, sur 450 agglomérations avec des droits municipaux, 90 possèdent un tel privilège soit environ 20%,,,,.

### De non tolerandis Christianis
Les quartiers juifs dans les villes royales de la Pologne-Lituanie reçoivent des privilèges équivalents : de non tolerandis Christianis (droit de ne pas accepter les chrétiens), pour les mêmes raisons économiques. Un tel acte est obtenu par plusieurs communautés juives dans le royaume de Pologne, mais est beaucoup plus courant dans le grand-duché de Lituanie. Le roi Sigismond II Auguste accorde un privilège en 1568, en interdisant aux chrétiens de vivre dans le quartier juif de Kazimierz près de Cracovie et dans le quartier juif de Lublin. En 1633, le quartier juif de Poznań obtient ce même privilège. À partir de 1645, au moins 28 communes juives du grand-duché de Lituanie ont un tel privilège,,.

## Effets
Les Privilegia de non tolerandis sont des chartes royales à vocation juridique destinées à réglementer l'activité économique, et non des expressions d'intolérance religieuse, même si le critère de séparation est religieux. L'intolérance peut bien sûr exister, mais elle relève des sentiments et non du droit, ne concorde pas nécessairement avec les chartes sur le plan géographique, et ce n'est pas elle qui les justifie.

### Oppida Judaeorum et altera gens
À l'extérieur des remparts des villes à Privilegia de non tolerandis Judaeis, des villes juives, connues sous leur dénomination latine Oppidum Judaeorum se sont créées au début du XVIIe siècle, avec des populations de quelques dizaines à plusieurs centaines de résidents. Ces bourgs situés aux abords des murs de la ville ou à quelques kilomètres de celle-ci, permettent aux Juifs de travailler quotidiennement chez eux et de se rendre à l'intérieur des remparts pour vendre leurs produits les jours de marché ou de foire. 
Par exemple, les Juifs de Kazimierz ont fait du commerce à Cracovie, ceux de Przytyk à Radom, ceux de Swarzędz à Poznań, ceux de Rozprza à Piotrków, ceux de Stare Szkoty, de Wrzeszcz, de Chmielnik et de Winnica à Gdańsk. De grandes communautés juives similaires sont apparues à Opatów, Sambir, Drohobytch, Sniatyn et dans les faubourgs de Yavoriv, Rzeszów et Jarosław,.
À noter que même sans Privilegia de non tolerandis, d'autres minorités religieuses et ethniques (altera gens) comme les Arméniens, les Grecs ou les Roms pouvaient également être exclues des villes royales par simple édit : c'est notamment le cas des chrétiens orthodoxes, majoritaires dans les campagnes des régions orientales de la Pologne-Lituanie et de la monarchie des Habsbourg et qui, comme les Juifs, n'étaient admis que les jours de foire à l'intérieur des remparts des villes à majorité catholique (ou parfois protestante en Hongrie orientale) et devaient résider dans des posad (quartiers en bois, hors les murs),.

### Migrations et démographie
Les privilèges de non tolerandis Judaeis accordés à certaines villes royales ont entraîné une migration juive rapide vers les terres ruthènes de la république des Deux Nations, principalement propriété des magnats polonais, ruthènes et lituaniens, et vers les villes privées, telles que Brody, Doubno, Krotoszyn, Leszno, Medjybij, Ostroh, Pińczów, Iziaslav, Zamość ou Zhovkva. Il y a deux fois plus de villes de ce type que de villes royales et à l'intérieur de leur espace, les Juifs n'ont aucune restriction pour développer leurs entreprises et participer pleinement dans tous les domaines à la vie économique de la région. Dans les latifundia de la noblesse polonaise des régions orientales, le nombre de Juifs est estimé en 1648 entre 200 000 et 500 000 selon les historiens (le premier nombre semblant plus réaliste,) alors qu'il a considérablement diminué dans les villes et possessions de l'État. D'environ 25 000 à 30 000 Juifs au début du XVIe siècle,, il n'y en a plus que 13 000 en 1579, et à peine 3 000 dans les années 1613-1630 dans l'ensemble de la république des Deux Nations (Pologne et Lituanie).